# Urelytrum henrardii
Urelytrum henrardii är en gräsart som beskrevs av Lucy Katherine Armitage Chippindall. Urelytrum henrardii ingår i släktet Urelytrum och familjen gräs. Inga underarter finns listade i Catalogue of Life.